# Hipólito Ramos
Hipólito Ramos est un boxeur cubain né le 30 janvier 1956 à Pinar del Río.

## Carrière
Il remporte aux Jeux olympiques d'été de 1980 à Moscou la médaille d'argent dans la catégorie de poids mi-mouches.

## Palmarès

### Jeux olympiques
- Médaille d'argent en -48 kg aux Jeux de 1980 à Moscou,  URSS

## Référence
1. ↑  (en) Résultats des Jeux olympiques 1980 (amateur-boxing.strefa.pl)